# Proste nadrównoległe

Każde dwie proste z umieszczonych na rysunku są prostymi nadrównoległymi (w modelu Poincaré)

Proste nadrównoległe – proste, które nie są równoległe i nie przecinają się. Nazywa się je często prostymi hiperrównoległymi lub prostymi rozbieżnymi.

## Własności
- Dla każdych dwóch prostych nadrównoległych p i q istnieje prosta r, która jest do nich prostopadła. Odcinek tej prostej łączący punkty przecięcia z nimi jest najkrótszą odległością między p i q. Odległości punktów każdej z nich od drugiej dążą do nieskończoności, gdy ich odległość od prostej r dąży do nieskończoności[3] (stąd nazwa proste rozbieżne)[4].
- Ponieważ dwie proste prostopadłe do trzeciej są nadrównoległe[5], więc, na podstawie poprzedniej własności, nadrównoległość prostych jest równoważna istnieniu wspólnej prostopadłej do niej.
- Prosta przechodząca przez środki dwóch boków trójkąta jest nadrównoległa z prostą zawierającą trzeci bok tego trójkąta[6].
- Długość odcinka prostopadłej do dwóch prostych rozbieżnych, łączącego jej punkty przecięcia z nimi jest najmniejszą odległością między punktami tych prostych rozbieżnych[7].
- Wraz z oddalaniem się punktu jednej z dwóch prostych rozbieżnych od wspólnej prostej prostopadłej odległość tego punktu od drugiej prostej rośnie.
- Jeśli symetralne dwóch boków trójkąta są prostymi rozbieżnymi, to symetralna trzeciego boku jest prostopadła do ich wspólnej prostopadłej (a zatem jest rozbieżna do ich obu)[8].